# Festival acadien de poésie
Le Festival acadien de poésie a été créé en 1997. Il se tient à Caraquet, au Nouveau-Brunswick.

## Histoire
Le festival est fondé en 1997 par Martin Pître, qui imaginait que le festival aurait un jour une portée internationale et a d'ailleurs proposé que le festival s'appelle "Festival international de poésie de Caraquet". Il s'agit du seul festival littéraire canadien entièrement en français à l’extérieur du Québec. En 2005, le festival est intégré au Festival acadien de Caraquet. Puis en 2021, pour son 25e anniversaire, le Festival acadien de poésie s'incorpore et devient indépendant du Festival acadien de Caraquet, tout en demeurant l'un de ses partenaires. Il continue d'avoir lieu au début du mois d'août, soit juste avant ou au début du Festival acadien de Caraquet. En 2025, l'évènement est sous la direction du poète Jonathan Roy. Dans le passé, Christiane St-Pierre, romancière, dramaturge et professeure de littérature à l'Université de Moncton, a occupé ce rôle,.

## Mandat
Le mandat du festival est de faire connaître les poètes acadiens, avec une attention particulière pour les jeunes auteurs. Afin de permettre une ouverture sur le monde, des écrivains francophones d'autres régions sont aussi invités. En plus du Nouveau-Brunswick, des artistes de la Louisiane, du Québec et de l'Ontario ont participé au festival. Les artistes du spectacle sont aussi fréquemment invités.

## Organisation

### Périodicité
Le festival se déroule de façon annuelle. Aux débuts du festival, il se produisait en automne, puis à partir de 2005, le festival se déroule au mois d'août, dans le cadre du Festival acadien de Caraquet. Après son incorporation, bien qu'indépendant du Festival acadien de Caraquet, le festival se déroule environ à la même période, habituellement à la fin du mois de juillet ou au début du mois d'août.

## Programme

### Remise du PrixAntonine-Maillet - Acadie Vie
Dans les années 2000, la remise du Prix Antonine-Maillet - Acadie Vie faisait office de coup d'envoi du festival.

### Éditions

#### 2016
Pendant les cinq jours du festival, 900 personnes étaient présentes cette année-là. Les invités étaient :
- Herménégilde Chiasson
- Hélène Harbec
- Joannie Thomas
- Dominic Langlois

Cette édition a aussi présenté le spectacle Manifeste Scalène de Sébastien Bérubé, Gabriel Robichaud et Jonathan Roy.

#### 2017 (à confirmer)
Les invités étaient :
- Louise Dupré
- Marie-Andrée Gill
- Thierry Dimanche

#### 2019
Cette édition a eu lieu du 1er au 4 août 2019 sous le thème des sens. 27 activités littéraires étaient proposées, incluant un évènement proposant des accords poésie-vin. Des auteurs de cinq provinces canadiennes et des Premières Nations étaient présents. La soirée d'ouverture mettait en scène Simon Daniel et Tire le coyote.

#### 2020
En raison de la pandémie de Covid-19, l'évènement de 2020 s'est tenu principalement en ligne et a entre autres présenté des rencontres virtuelles entre poètes. Il s'est tenu au mois d'octobre plutôt qu'en été où il a habituellement lieu. Plusieurs poètes franco-ontariens étaient présents.

#### 2022
Après deux années en format hybride (en ligne et en personne), le festival s'est tenu entièrement en personne du 28 au 31 juillet 2022, sous le thème des connexions humaines. L'affiche de l'évènement comportait une citation du poète Raymond Guy Leblanc : 
j’inventerai le monde // et vous viendrez pour lui donner / toute sa densité d’humaine poésie.

#### 2024
Tenu du 1er au 4 août, le festival proposait 35 expériences artistiques, entre autres la soirée de Poésie Voir Miscou et Mourir, au phare de Miscou et des séances d'écriture en direct. La poésie-performance et l'écriture multilingue étaient au cœur de cette édition.
Les invités du festival étaient entre autres :
- Daphné B.
- Éloïse LeBlanc
- Lorrie Jean-Louis
- Luc-Antoine Chiasson
- Marc Chamberlain
- Simon Brown
- Sonya Malaborza
- Joannie Thomas, poète officielle de la Ville de Caraquet[12]
- Émilie Turmel
- Anthony Lacroix
- Louis-Martin Savard
- Dominique Bernier-Cormier
- Shayne Michael
- Xénia Gould

## Fréquentation et tarifs du festival
Les activités attirent en général entre 1000 et 1500 participants. Le festival est gratuit, mais une contribution volontaire est proposée par les organisateurs.

## Impacts

### Culturel
Le Festival acadien de poésie participe à faire rayonner la poésie acadienne, mais fait aussi connaître l'Acadie aux poètes de l'extérieur de l'Acadie qui découvrent souvent Caraquet et la culture acadienne par le biais de leur participation au festival.
Selon Jonathan Roy, l'événement permet aussi aux jeunes et à tous de voir qu'il est possible de "vivre en poésie en Acadie", soit d'être poète, de s'exprimer et d'exister par la poésie, même s'il est plus difficile d'envisager vivre de son art en Acadie.